# Ditaxis malpighipila
Ditaxis malpighipila är en törelväxtart som först beskrevs av Cristóbal Mariá Hicken, och fick sitt nu gällande namn av Louis Cutter Wheeler. Ditaxis malpighipila ingår i släktet Ditaxis och familjen törelväxter. Inga underarter finns listade i Catalogue of Life.